# Terebella haplochaeta
Terebella haplochaeta är en ringmaskart som först beskrevs av Ehlers 1905.  Terebella haplochaeta ingår i släktet Terebella och familjen Terebellidae. Inga underarter finns listade i Catalogue of Life.